# Чардаш
Ча́рдаш (венг. csárdás) — традиционный венгерский народный танец. Название происходит от венгерского слова чарда (венг. csárda) — «корчма», «трактир», «постоялый двор». Чардаш танцуют мужчины и женщины. Женщины облачены в традиционные широкие юбки, обычно ярко-красного цвета, которые во время кружения приобретают характерную форму.

## История
Появившись в Венгрии, чардаш был распространён цыганскими музыкальными ансамблями по Венгрии и близким к ней странам и регионам: Воеводина, Словакия, Словения, Хорватия, Трансильвания и Моравия.
О происхождении танца существуют различные мнения. По одному мнению, его происхождение может быть связано с венгерским музыкальным стилем вербункош (от нем. Werbung — реклама, агитация), распространённом в венгерской армии в XVIII веке. По мнению других, чардаш появился из танца гайдуков, мадьярских пастухов и разного рода удалых молодцов — бетьяров и степных разбойников.

## Структура
Отличительным признаком чардаша является значительная вариация его темпа. Танец состоит из двух частей: медленной, патетической и быстрой, стремительной. Начинаясь с медленного лиричного вступительного танца по кругу — «лашшу» (lassan, langsam), завершается в быстром, стремительном ритме парного танца — «фриш» (friska). Существуют также и другие вариации темпа: csárdás, sűrű csárdás и szökős csárdás. Для чардаша характерны резкие синкопы. Музыкальный размер 2/4 или 4/4.

## В классической музыке

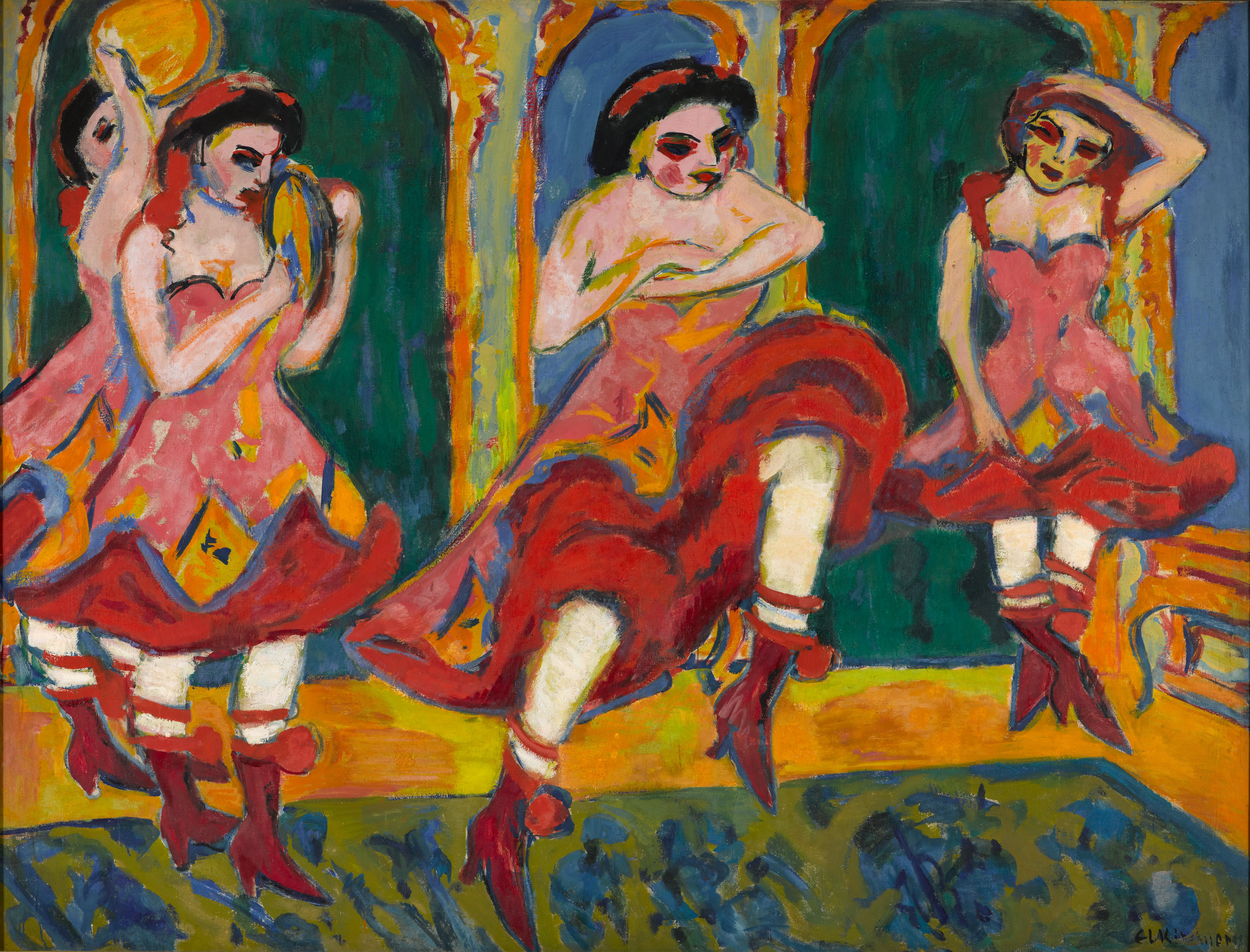
Эрнст Людвиг Кирхнер
«Танцовщицы чардаша»
(холст, масло ~ 1908)

Чардаш часто встречается в музыкальной литературе. Его элементами (венгерские мелодические обороты, острые синкопы и др.) насыщены «Венгерские рапсодии» Ференца Листа (в каждой рапсодии есть лашшу и фриш, явные элементы чардаша присутствуют в рапсодиях № 13 и № 19) и «Венгерские танцы» Иоганнеса Брамса (№ 1 и особенно № 5). К танцу обращались в своём творчестве такие композиторы, как Пётр Чайковский (в балете «Лебединое озеро»), Витторио Монти («Чардаш Монти»), Иоганн Штраус, Имре Кальман и другие.
В 1975 году на волне популярности оперетт Имре Кальмана в СССР, и в частности, произведения «Королева Чардаша», парфюмерная фабрика «Дзинтарс» выпустила аромат Čardašs.